# White Lies (албум)
„White Lies“ (срп. Беле лажи; 2. јануар 2002) је седми албум немачке музичке групе Дајне лакајен.